# Penderie

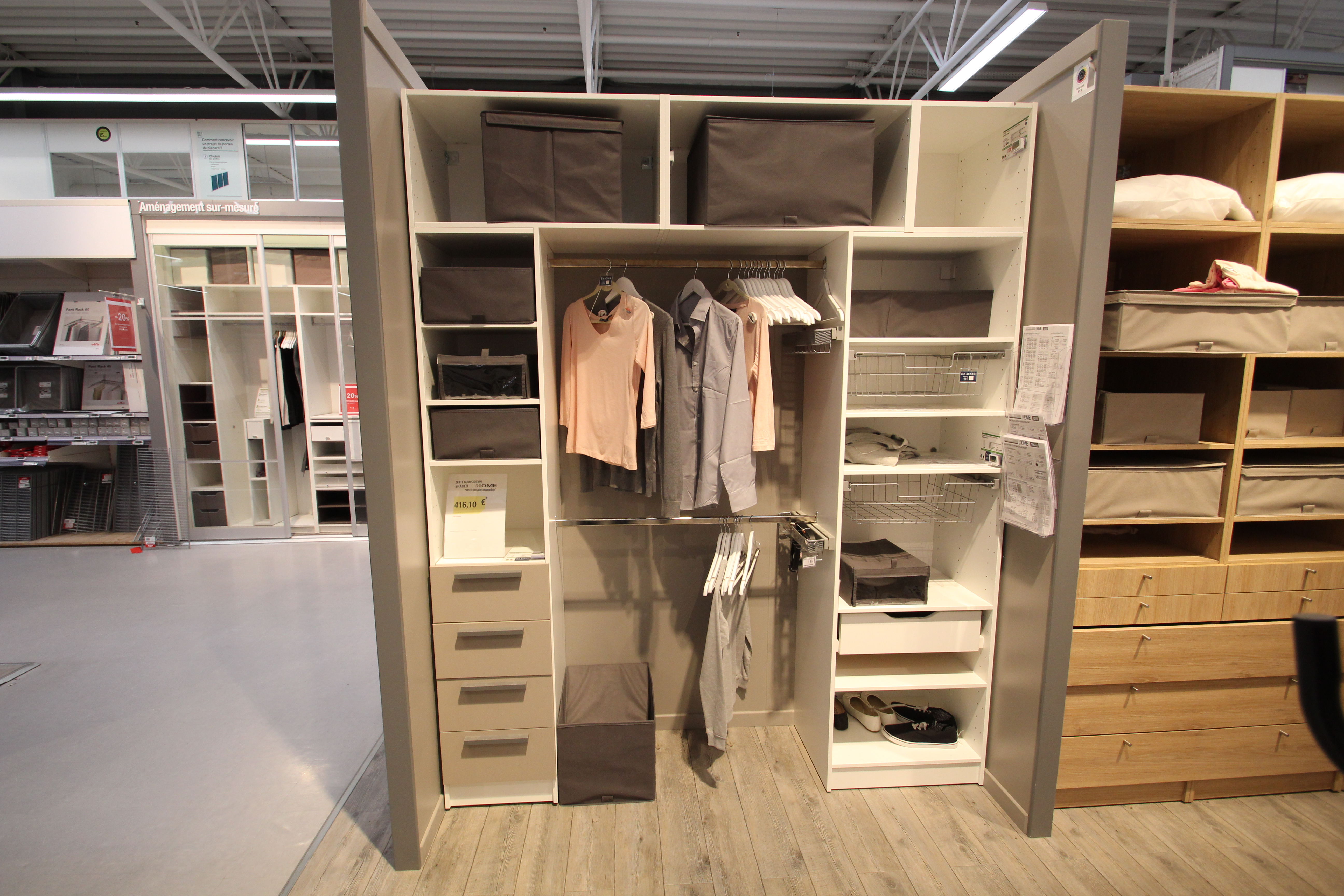
Exemple de penderie dans un magasin Leroy Merlin

Une penderie ou garde-robe au Québec est un espace prévu pour ranger des vêtements en les suspendant afin d'éviter qu'ils ne se froissent, typiquement au moyen de cintres accrochés à une tringle horizontale.
Une penderie peut constituer un meuble à part entière, ou faire partie d'une armoire comportant également des rayons et des tiroirs où les vêtements sont posés et non suspendus, ou encore être un placard intégré dans le mur d'une pièce. Les vêtements peuvent y être protégés, ou bien à l'air libre.
Dans les habitations on les trouve en particulier dans les chambres à coucher et dans les dressing room, mais aussi parfois à proximité de l'entrée où elles remplacent les portemanteaux.
On en trouve également dans les vestiaires.